# Шондон
Шондон (ингуш. Шоан-хий) — река в России, протекает по Джейрахскому району республики Ингушетия. Длина реки составляет 15 км. Площадь водосборного бассейна — 82,1 км².
Начинается вблизи российско-грузинской границы у перевала Шебугело. Течёт в северном направлении вдоль западного склона хребта Юкуруломдук, в низовьях — по сосново-берёзовому лесу. Устье реки находится в 19 км по левому берегу реки Армхи на высоте 1392 метра над уровнем моря.

## Данные водного реестра
По данным государственного водного реестра России относится к Западно-Каспийскому бассейновому округу, водохозяйственный участок реки — Терек от границы РФ с Грузией до впадения реки Урсдон, без реки Ардон. Речной бассейн реки — Реки бассейна Каспийского моря междуречья Терека и Волги.
Код объекта в государственном водном реестре — 07020000212108200003046.